# Selenops levii
Selenops levii är en spindelart som beskrevs av José Antonio Corronca 1997. Selenops levii ingår i släktet Selenops och familjen Selenopidae. Inga underarter finns listade i Catalogue of Life.